# Maison pompéienne
La maison pompéienne, parfois appelée palais pompéien, était l'hôtel particulier du prince Jérôme Napoléon à Paris dans le style de la villa de Diomède à Pompéi. Il était situé au 16-18, avenue Montaigne de 1860 à 1891. 

## Historique
Il a été construit entre 1856 et 1860 sur l'ancien site du pavillon des Beaux-Arts de l'Exposition universelle de 1855. En tant que président de l'Exposition, Jérôme avait acheté le terrain à cette fin, afin de faire plaisir à sa maîtresse, la tragédienne Rachel, en lui construisant un palais rappelant les villas de Pompéi. Les architectes comprenaient Jacques-Ignace Hittorff , Auguste Rougévin et Alfred-Nicolas Normand. Camille-Auguste Gastine a créé les schémas décoratifs dans le style pompéien. 

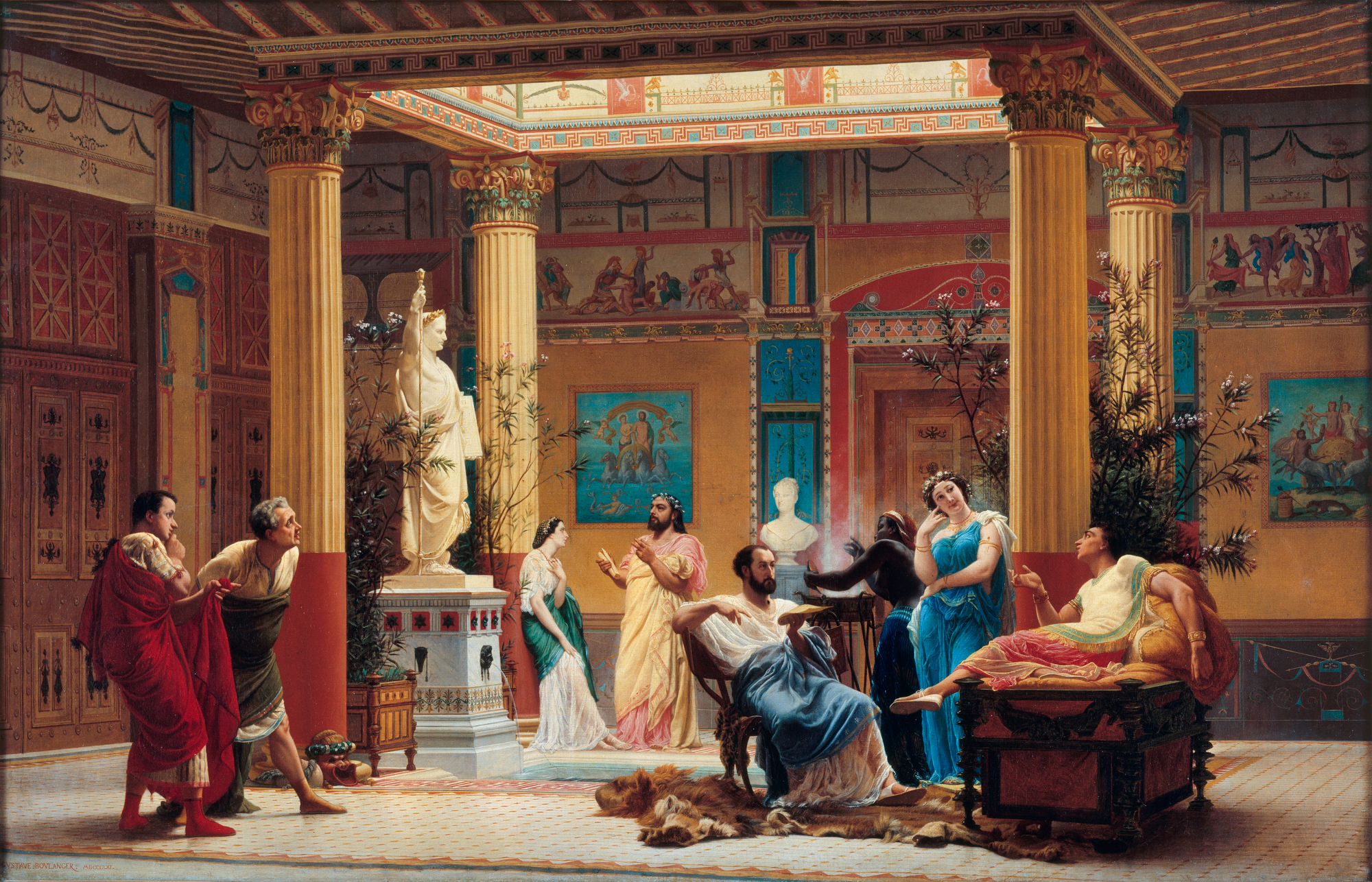
Gustave Boulanger, Répétition du "Joueur de flûte" et de la "Femme de Diomède" chez le prince Napoléon, 1861.

Ses peintures intérieures comprenaient des œuvres de Sébastien Cornu et de Jean-Léon Gérôme. Il est considéré comme un bon exemple du style néo-grec. 
Une série de bustes en marbre de Napoléon Bonaparte à des âges différents par Eugène Guillaume, provenant de la villa pompéienne et ayant figuré à l'Exposition universelle de 1867, figure à la vente des Anciennes collections Jacob-Desmalter et Le Fuel organisée en 2020.
La peinture de 1861 reproduite ci-contre montre dans l'atrium, au-dessus d'une fontaine, une statue de Napoléon Ier en empereur romain, comme il en existe encore un certain nombre.
Décédée en 1858, Rachel ne vit jamais la fin des travaux. Jérôme, marié en 1859 à Marie-Clotilde de Savoie, y tient des fêtes à l'antique où sont données des présentations de textes ou des pièces jouées par les acteurs en vogue. 
Lorsque Jérôme partit en exil, il le vendit à un groupe d'investisseurs qui l'ouvrirent au public lors de l'Exposition universelle de 1867. 
Abandonné pendant le siège de 1871 et en mauvais état en 1889, il fut démoli en 1891 ; sur le terrain, Jules Porgès fait construire  par Ernest Sanson un hôtel particulier, aujourd'hui disparu.

## Exposition
- « Plon-Plon, un Bonaparte rouge et or », musée Fesch, Ajaccio, 24 juin – 2 octobre 2023[7].

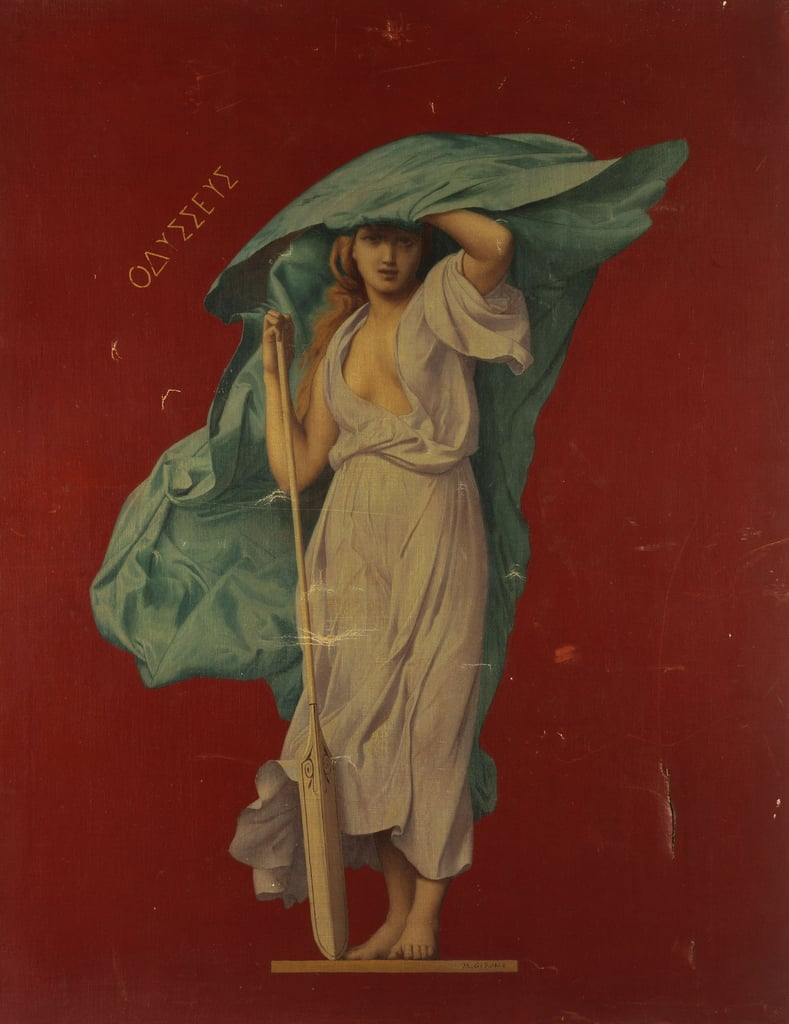
Version de L'Odyssée de la maison pompéienne.
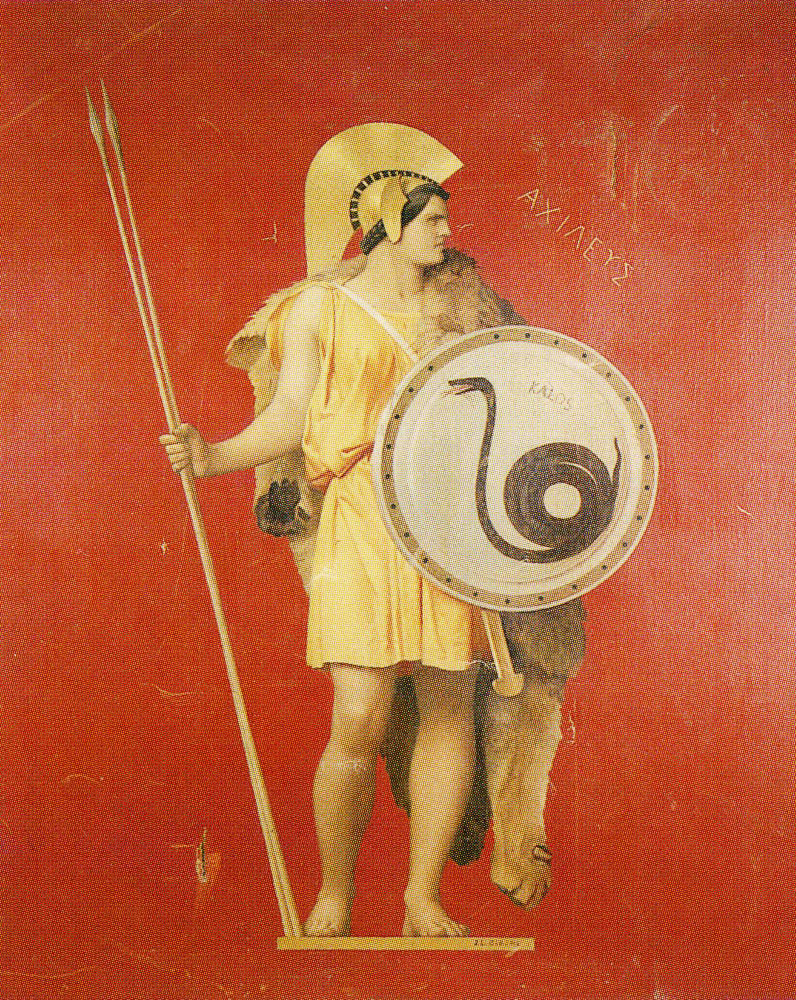
L'Illiade.
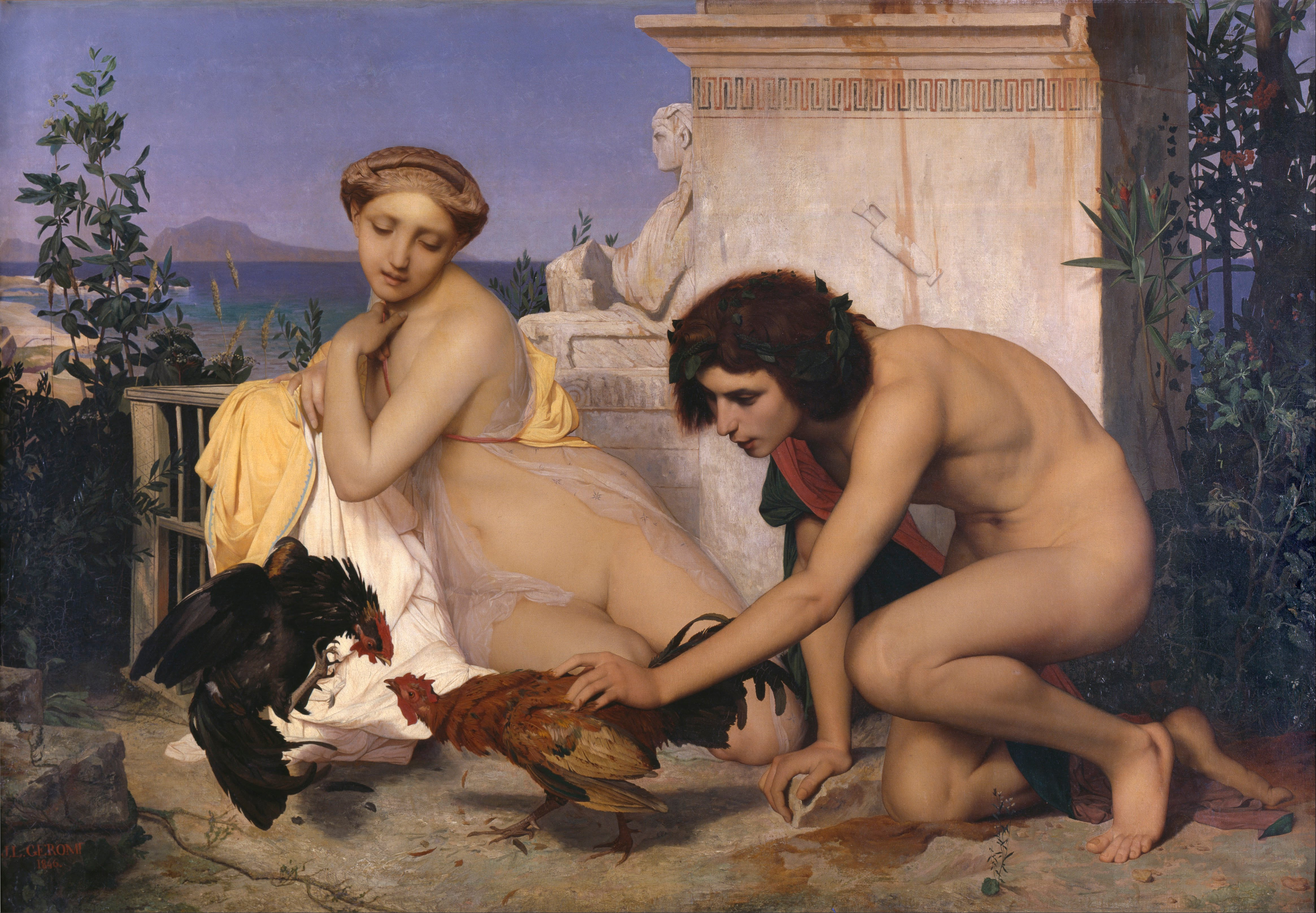
Un combat de coqs
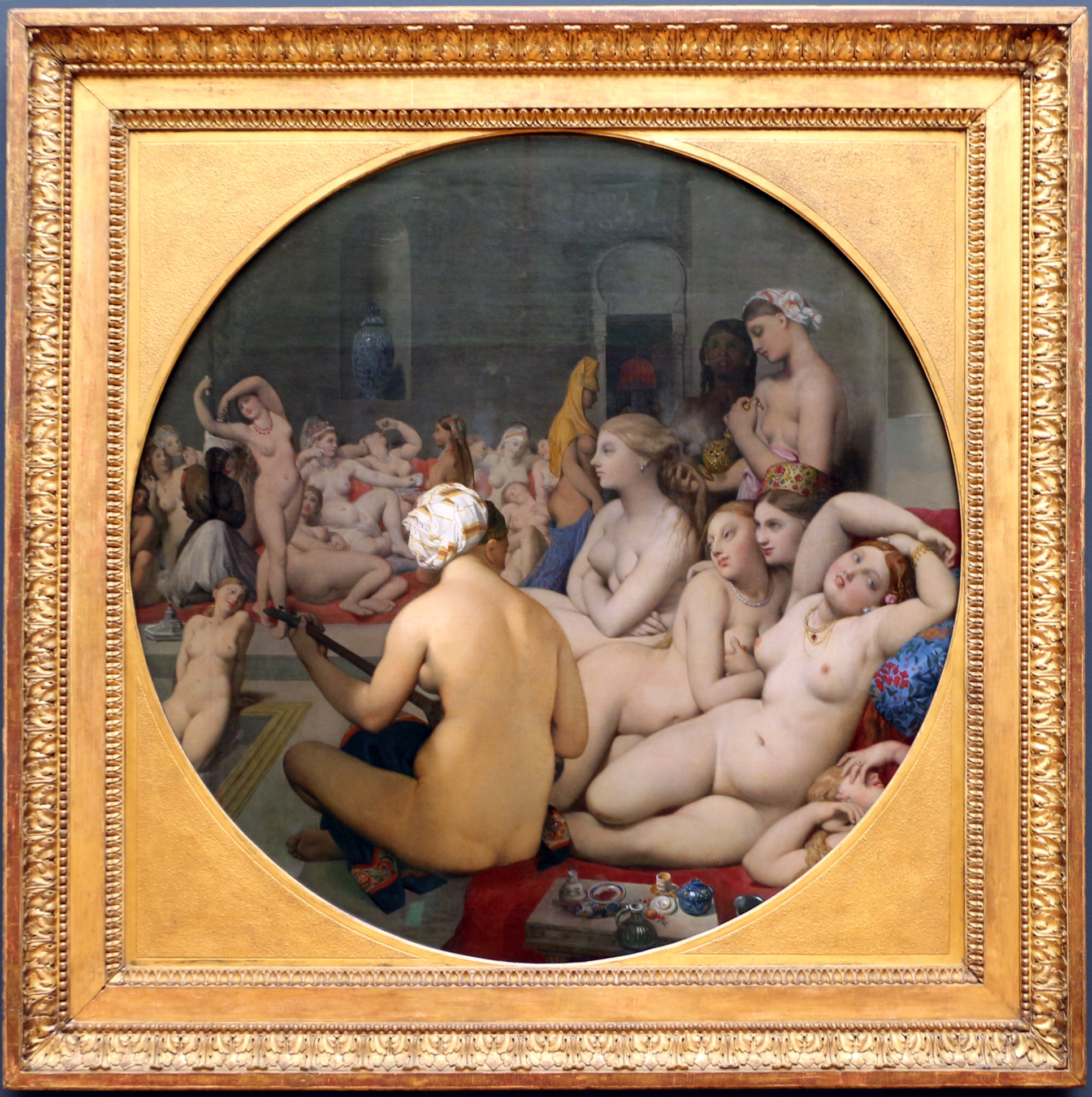
Bain turc.